# I due galanti
I due galanti (Two Gallants) è un racconto breve scritto da James Joyce e pubblicato nel 1914. È il sesto racconto della collezione intitolata Gente di Dublino.

## Trama
Come in altri racconti della raccolta, la trama è assolutamente inesistente. Due amici, Lenehan e Corley, camminano e si scambiano opinioni riguardo alla conquista delle donne. Corley sta presentando all'amico la sua ultima conquista, che ha deciso di sposare anche se è poverissimo, per poter vivere alle sue spalle. A un certo punto Corley abbandona l'amico per poter passare la serata con la sua donna, e i due si danno appuntamento più tardi. Per passare la serata Lenehan gira per le strade e riflette sulla sua vita senza regole e senza un amore, annegata nell'alcol. In seguito i due amici si rincontrano, e Corley mostra il pegno d'amore lasciatogli dalla ragazza: la conquista è stata fatta.

## Edizioni
- James Joyce, Dubliners, Londra, Grant Richards, 1914
- James Joyce, Gente di Dublino, collana «I giganti di Gulliver», Rimini, Gulliver, 1995, ISBN 88-8129-046-4.